# Рымаровский сельский совет (Полтавская область)
Рымаровский сельский совет (укр. Римарівська сільська рада) — входит в состав
Гадячского района
Полтавской области
Украины.
Административный центр сельского совета находится в 
с. Рымаровка.

## История
- 1918 — дата образования.

## Населённые пункты совета
- с. Рымаровка
- с. Змажино
- с. Максимовка
- с. Цимбалово